# Louie Dampier
Louis Dampier, detto Louie (Indianapolis, 20 novembre 1944), è un ex cestista e allenatore di pallacanestro statunitense, professionista nella ABA e nella NBA.
È membro del Naismith Memorial Basketball Hall of Fame dal 2015 in qualità di giocatore.

## Carriera
È stato selezionato dai Cincinnati Royals al quarto giro del Draft NBA 1967 (38ª scelta assoluta), decise di giocare con i Kentucky Colonels in ABA nella prima stagione della nuova lega.
Louie Dampier è stato uno dei pochi giocatori ad avere disputato tutte e nove le stagioni ABA, l'unico con un'unica maglia (dei Kentucky Colonels) insieme a Byron Beck (Denver Rockets/Nuggets), e l'unico giocatore ad avere disputato i playoff in tutte e 9 le stagioni ABA.
Detiene diversi record tra cui: migliore marcatore di sempre ABA (13.726 punti), il giocatore con più assist di sempre in ABA (4.044), il giocatore con maggior numero di partite e minuti disputati, il giocatore con il maggiore numero di tiri da 3 realizzati, il maggior numero di triple realizzare in una singola stagione (199 nel 1968-1969 e 198 nel 1969-1970).
Il suo record di 199 tiri da 3 punti realizzati in una singola stagione non verrà superato in NBA fino al 1995 (dove però la linea da 3 era stata avvicinata per 3 anni fino al 1997), ovvero fino al 2001 con la distanza dell'arco a 7,25 metri.
Il 22 Marzo 1968 contro gli Indiana Pacers fa registrare il record di punti realizzati in ABA mettendo a segno 54 punti, record poi battuto da Connie Hawkins.
Il 7 Marzo 1970 aggiorna il suo career high mettendo a segno 55 punti contro i Dallas Chaparrals con 9 tiri da 3 punti, pareggiando il suo massimo in carriera da tre punti fatto segnare un anno prima il 1º Marzo 1969 contro i Miami Floridians.
Durante la stagione 1970-1971, dal 13 Dicembre 1970 al 11 Gennaio 1971, realizza consecutivamente 57 tiri liberi record assoluto ABA e in quel momento anche del basket professionistico americano.
Il 10 Aprile 1971 con 18 assist mette a segno il record di sempre in ABA con il maggior numero di assist in una singola gara di playoff.
Nel 1975 alla terza finale disputata è riuscito a vincere il titolo ABA con i Colonels sconfiggendo in finale i rivali degli Indiana Pacers per 4 gare a 1.
Quando in violazione degli accordi precedenti di fusione tra NBA e ABA i Kentucky Colonels non rientrarono fra le 4 squadre ammesse in NBA, i giocatori dei Colonels e degli Spirits of St. Louis poterono passare in NBA tramite il Dispersal Draft 1976 dietro il pagamento di un corrispettivo dalle squadre che fossero interessate a ingaggiare un giocatore: Dampier venne scelto dai San Antonio Spurs con cui disputerà 3 stagioni uscendo dalla panchina e qualificandosi per tutte e tre le volte per la postseason.
Si ritirò al termine della stagione 1978-79, l'ultima stagione prima dell'introduzione anche in NBA del tiro da 3 punti precedentemente presente solo in ABA dal 1967 al 1976.
Durante tutta la sua carriera da professionista le sue squadre si sono sempre qualificate per i playoff per un totale di 12 volte su 12 stagioni tra ABA e NBA.
Ha partecipato per 7 volte all'ABA All-Star Game ed è stato inserito nel 1997 tra i migliori 30 giocatori della storia ABA.

## Statistiche
| † | Denota una stagione in cui ha vinto il titolo ABA |
| * | Primo nella lega                                  |
| * | Record                                            |

### ABA-NBA

#### Regular Season
| Anno            | Squadra                 | PG   | PT | MP    | TC%  | 3P%   | TL%  | RP  | AP  | PRP | SP  | PP   |
| --------------- | ----------------------- | ---- | -- | ----- | ---- | ----- | ---- | --- | --- | --- | --- | ---- |
| 1967-1968       | Kentucky Colonels (ABA) | 72   |    | 41,1  | 42,1 | 26,8  | 82,3 | 4,6 | 3,6 |     |     | 20,7 |
| 1968-1969       | Kentucky Colonels       | 78   |    | 42,6* | 42,0 | 36,1  | 81,1 | 3,8 | 5,8 |     |     | 24,8 |
| 1969-1970       | Kentucky Colonels       | 82   |    | 40,9  | 39,9 | 36,1  | 83,1 | 3,8 | 5,5 |     |     | 26,0 |
| 1970-1971       | Kentucky Colonels       | 84   |    | 38,3  | 41,8 | 36,8  | 85,1 | 3,5 | 5,5 |     |     | 18,5 |
| 1971-1972       | Kentucky Colonels       | 83   |    | 38,7  | 44,2 | 36,1  | 83,6 | 3,1 | 6,2 |     |     | 15,9 |
| 1972-1973       | Kentucky Colonels       | 80   |    | 38,0  | 45,1 | 34,8  | 78,4 | 2,7 | 6,5 |     |     | 16,8 |
| 1973-1974       | Kentucky Colonels       | 84   |    | 35,0  | 46,5 | 38,7* | 83,2 | 2,4 | 5,6 | 1,0 | 0,2 | 17,8 |
| 1974-1975†      | Kentucky Colonels       | 83   |    | 34,7  | 50,0 | 39,6  | 80,9 | 2,5 | 5,4 | 1,1 | 0,6 | 16,8 |
| 1975-1976       | Kentucky Colonels (ABA) | 82   |    | 34,6  | 47,9 | 36,8  | 86,3 | 1,9 | 5,7 | 0,7 | 0,6 | 13,0 |
| 1976-1977       | San Antonio Spurs (NBA) | 80   |    | 20,4  | 46,0 |       | 74,4 | 1,0 | 2,9 | 0,6 | 0,2 | 6,6  |
| 1977-1978       | San Antonio Spurs       | 82   |    | 24,8  | 50,9 |       | 75,2 | 1,5 | 3,5 | 1,1 | 0,2 | 9,1  |
| 1978-1979       | San Antonio Spurs       | 70   |    | 10,9  | 49,0 |       | 74,4 | 0,9 | 1,8 | 0,5 | 0,1 | 3,9  |
| Carriera ABA    | Carriera ABA            | 728* |    | 38,1  | 43,9 | 35,8  | 82,6 | 3,1 | 5,6 | 0,9 | 0,5 | 18,9 |
| Carriera NBA    | Carriera NBA            | 232  |    | 19,1  | 48,8 |       | 74,8 | 1,1 | 2,8 | 0,7 | 0,2 | 6,7  |
| Carriera Totale | Carriera Totale         | 960  |    | 33,5  | 44,4 | 35,8  | 82,0 | 2,6 | 4,9 | 0,8 | 0,3 | 15,9 |

#### Massimi in carriera
Regular Season
- Massimo di punti in ABA: 55 vs Dallas Chaparrals (7 marzo 1970)
- Massimo di punti in NBA: 21 (2 volte)
- Massimo di rimbalzi in ABA: 11 vs San Diego Conquistadors (27 gennaio 1974)
- Massimo di rimbalzi in NBA: 5 (2 volte)
- Massimo di assist in ABA: 18 vs Floridians (10 aprile 1971)
- Massimo di assist in NBA: 10 (2 volte)
- Massimo di palle rubate in ABA: 2 (3 volte)*
- Massimo di palle rubate in NBA: 4 (3 volte)
- Massimo di stoppate in ABA: 2 vs San Antonio Spurs (14 novembre 1974)*
- Massimo di stoppate in NBA: 2 (3 volte)

(* tenendo conto dei dati ABA al momento disponibili e che le statistiche di queste categorie vennero registrate sistematicamente solo dalla stagione ABA 1973-1974)

#### Play-off
| Anno            | Squadra                 | PG  | PT | MP    | TC%  | 3P%   | TL%   | RP  | AP   | PRP | SP  | PP   |
| --------------- | ----------------------- | --- | -- | ----- | ---- | ----- | ----- | --- | ---- | --- | --- | ---- |
| 1968            | Kentucky Colonels (ABA) | 5   |    | 44,8  | 44,2 | 40,5* | 83,9  | 4,8 | 4,6  |     |     | 26,6 |
| 1969            | Kentucky Colonels       | 7   |    | 46,6* | 35,7 | 29,1  | 87,0  | 4,3 | 4,0  |     |     | 22,3 |
| 1970            | Kentucky Colonels       | 12  |    | 43,8  | 36,9 | 32,9  | 77,4  | 3,8 | 6,8  |     |     | 17,7 |
| 1971            | Kentucky Colonels       | 19* |    | 43,6  | 38,5 | 31,9  | 74,2  | 4,1 | 9,4* |     |     | 16,9 |
| 1972            | Kentucky Colonels       | 6   |    | 42,3  | 42,0 | 47,8* | 62,5  | 3,2 | 7,5* |     |     | 13,2 |
| 1973            | Kentucky Colonels       | 12  |    | 34,3  | 51,6 | 45,5* | 70,0  | 2,1 | 3,3  |     |     | 13,4 |
| 1974            | Kentucky Colonels       | 8   |    | 28,6  | 48,3 | 50,0* | 77,8  | 2,0 | 4,0  | 0,8 | 0,0 | 13,4 |
| 1975†           | Kentucky Colonels       | 15  |    | 40,3  | 50,9 | 38,5  | 86,8  | 2,4 | 7,5  | 1,3 | 0,5 | 16,9 |
| 1976            | Kentucky Colonels (ABA) | 10  |    | 39,3  | 51,9 | 50,0* | 90,0  | 1,3 | 7,7  | 1,1 | 0,5 | 16,0 |
| 1977            | San Antonio Spurs (NBA) | 2   |    | 31,0  | 25,0 |       | 100,0 | 1,5 | 4,5  | 0,5 | 0,5 | 6,0  |
| 1978            | San Antonio Spurs       | 6   |    | 21,5  | 45,9 |       | 25,0  | 1,2 | 2,5  | 0,7 | 0,3 | 5,8  |
| 1979            | San Antonio Spurs       | 7   |    | 7,9   | 57,1 |       | 57,1  | 0,7 | 1,1  | 0,4 | 0,1 | 2,9  |
| Carriera ABA    | Carriera ABA            | 94  |    | 40,4  | 43,6 | 36,6  | 78,9  | 3,0 | 6,6  | 1,1 | 0,4 | 16,9 |
| Carriera NBA    | Carriera NBA            | 15  |    | 16,4  | 43,3 |       | 60,0  | 1,0 | 2,1  | 0,5 | 0,3 | 4,5  |
| Carriera Totale | Carriera Totale         | 109 |    | 37,1  | 43,6 | 36,6  | 78,1  | 2,8 | 6,0  | 0,9 | 0,3 | 15,1 |

#### Massimi in carriera
Play-off
- Massimo di punti in ABA: 33 (2 volte)
- Massimo di punti in NBA: 9 vs Washington Bullets (18 aprile 1978)
- Massimo di rimbalzi in ABA: 11 vs Indiana Pacers (10 aprile 1969)
- Massimo di rimbalzi in NBA: 4 vs Washington Bullets (18 aprile 1978)
- Massimo di assist in ABA: 18 vs The Floridians (10 aprile 1971)
- Massimo di assist in NBA: 6 vs Washington Bullets (25 aprile 1978)
- Massimo di palle rubate in ABA: 4 vs Indiana Pacers (8 maggio 1973)*
- Massimo di palle rubate in NBA: 1 (7 volte)
- Massimo di stoppate in ABA: 1 (4 volte)*
- Massimo di stoppate in NBA: 4 vs Washington Bullets (21 aprile 1978)

(* tenendo conto dei dati ABA al momento disponibili e che le statistiche di queste categorie vennero registrate sistematicamente solo dalla stagione ABA 1973-1974)

## Palmarès
- Campionato ABA: 1

Kentucky Colonels: 1975
- NCAA AP All-America First Team (1966)
- NCAA AP All-America Second Team (1967)
- ABA All-Rookie Team (1968)
- All-ABA Team: 4

Second Team: 1968, 1969, 1970, 1974 (record condiviso con Dan Issel)
- ABA All-Star Game: 7 (record condiviso con Mel Daniels)

1968, 1969, 1970, 1972, 1973, 1974, 1975
- Più alta percentuale nel tiro da tre punti nella stagione ABA: (1973-1974)
- 2 volte maggior numero di tiri da tre punti realizzati in stagione ABA: (1968-1969), (1969-1970)
- 5 volte più alta percentuale nel tiro da tre punti nei Playoff ABA: (1968, 1972, 1973, 1974, 1976) (record)
- 2 volte miglior passatore nei Playoff ABA (1971, 1972)
- Miglior marcatore di sempre ABA
- Sesto miglior marcatore di sempre per numero di punti segnati nei Playoff ABA
- Primo per numero di assist di sempre ABA (83° sommando NBA e ABA)
- Miglior giocatore di sempre per numero di assist nei Playoff ABA (40° sommando ABA e NBA)
- Quarto migliore giocatore di sempre per assist a partita ABA in regular season (5,6 assist a partita)
- Ventottesimo miglior giocatore per palle rubate di sempre ABA
- Trentunesimo per numero di stoppate di sempre ABA
- Cinquantunesimo migliore rimbalzista di sempre ABA
- Giocatore con il maggior numero di partite giocate nella storia dell'ABA (728)
- Giocatore con il maggior numero di minuti giocati nella storia dell'ABA (27.770)
- Giocatore con il maggior numero di tiri dal campo realizzati nella storia dell'ABA (5.290)
- Giocatore con il maggior numero di tiri da 3 messi a segno nella storia dell'ABA (794)
- Giocatore con il maggior numero di tiri da 3 realizzare in una singola stagione ABA (1968-1969) (199)
- Giocatore con il maggior numero di tiri da 3 realizzati nei Playoff ABA (119)
- Giocatore con il maggior numero di tiri da 3 realizzati in una singola stagione ai Playoff nella storia ABA (1970) (25)
- Unico giocatore nella storia ABA ad aver disputato i playoff in tutte le 9 stagioni
- Undicesimo per numero di tiri liberi realizzati nella storia dell'ABA
- Quarto giocatore di sempre in ABA per percentuale al tiro da tre punti (.358)
- Quarto migliore giocatore di sempre in ABA per percentuale al tiro da tre punti nei Playoff (.366)
- Sesta più alta percentuale di tiri liberi realizzati della storia nell'ABA: (0.851)
- ABA All-Time Team